# Hugh Masekela

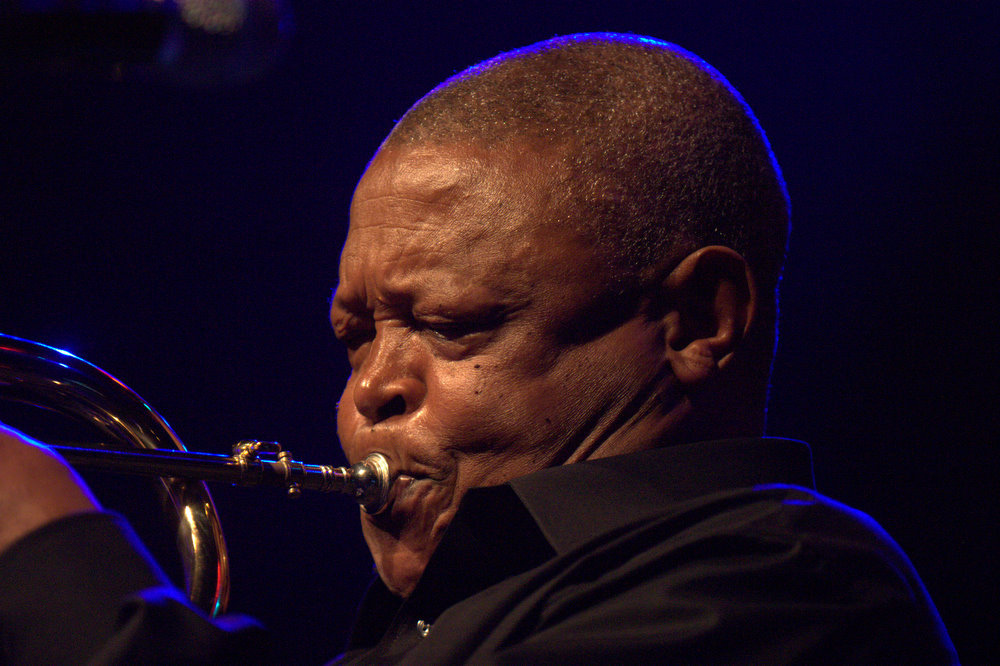
Hugh Masekela (2009)

Hugh Ramapolo Masekela (* 4. April 1939 in Witbank; † 23. Januar 2018 in Johannesburg), auch Bra Hugh genannt, war ein südafrikanischer Trompeter, Flügelhornist, Kornettist, Pianist, Sänger und Komponist. Er gilt als einer der wichtigsten Jazz- und Weltmusik-Pioniere aus Südafrika. In vielen seiner Texte aus der Zeit der Apartheid kritisierte er die damaligen harschen Lebensumstände. Er wurde dreimal für einen Grammy nominiert und gewann zahlreiche andere Auszeichnungen.

## Leben und Wirkung

### Jugend und erste Erfolge in Südafrika
Masekelas Vater Thomas Selema Masekela war Schulleiter, Bergmann, Gesundheitsinspektor und Bildhauer, seine Mutter Pauline Sozialarbeiterin; die Familie lebte im Township KwaGuqa. Hugh Masekela war das erste von vier Kindern. Er sang als Kind und spielte Klavier. Seine Jugend verbrachte er in Alexandra, einem Stadtteil von Johannesburg. Als Vierzehnjähriger wechselte er zur Trompete, nachdem er den Hollywood-Film Young Man with a Horn mit Kirk Douglas in der Rolle von Bix Beiderbecke gesehen hatte. Auf Vermittlung des britischen Geistlichen und Anti-Apartheid-Aktivisten Trevor Huddleston – der auch sein Schulleiter am St Peter’s College war – lernte er ab 1954 das Instrument bei dem Leiter der Johannesburg „Native“ Municipal Brass Band, Uncle Saude, und spielte in der Huddleston Jazz Band Jive und andere Tanzmusik. Aufgrund seines großen Talents erhielt er 1956 eine Trompete Louis Armstrongs. Er arbeitete dann bei Zacks Nkosi, bevor er zum Ensemble des Musicals King Kong gehörte, mit dem er auch in London auftrat. Mit Kippie Moeketsi, Jonas Gwangwa, Dollar Brand, Johnny Gertze und Makaya Ntshoko bildete er 1959 die Jazz Epistles, die erfolgreich einen eigenen südafrikanischen Zugang zum Hard Bop fanden und das erste Modern-Jazz-Album Südafrikas (Verse 1) einspielten. Nach dem Massaker von Sharpeville 1960 verließ er das Land.

### Jahrzehnte im Exil
Zunächst lebte Masekela in London, wo er mit Unterstützung von Yehudi Menuhin und Johnny Dankworth an der Guildhall School of Music studierte. Auf Drängen der Sängerin Miriam Makeba, die in den USA ebenfalls im Exil lebte, zog er mit Hilfe von Harry Belafonte nach New York, wo er schon am ersten Abend Dizzy Gillespie und weitere bekannte Jazzmusiker traf und in der Folge an der Manhattan School of Music studierte. 1963 erschien mit Trumpet Africaine sein erstes Soloalbum. In seinem 1965 erschienenen Album grrr mischte Masekela erstmals Elemente der Kwela- und Mbaqanga-Musik mit Jazz und Funk. Von 1964 bis 1966 war er mit Miriam Makeba verheiratet, mit der er auch zusammen auftrat. Nach der Trennung zog er nach Los Angeles. 1967 trat er beim Monterey Pop Festival auf. Er gab zusammen mit den Byrds Konzerte und spielte das Trompetensolo auf deren Titel So You Want to Be a Rock ’n’ Roll Star. 1968 landete er seinen größten Hit mit dem Instrumentalstück Grazing in the Grass (auf dem Album The Promise of a Future). Unter anderem erreichte er in den USA Platz 1 der Billboard Hot 100. Für das Stück wurde Masekela für den Grammy in der Kategorie Best Contemporary Pop Performance – Instrumental nominiert. Sein 1969 erschienenes Album Masekela wurde in den USA kaum im Rundfunk gespielt, da es sich radikal gegen Rassismus und Apartheid wandte. Masekela trat zeitweise unter dem Namen Disco Kid auf und spielte Tanzmusik. 1971 spielte er mit den Jazz Crusaders. Er war es, der der Band die Verkürzung zu The Crusaders empfahl. In Stücken zwischen Fusion-Jazz, Rhythm and Blues, Afrobeat und Mbaqanga bevorzugte Masekela fortan zumeist eine ruhigere Gangart.
Er verließ die USA und lebte anschließend nacheinander in Guinea, Zaire und Nigeria. Dort war er ab 1973 mit Fela Kuti und der Band Hedzoleh Soundz aktiv, mit der er mehrere Alben aufnahm. 1974 initiierte Masekela zusammen mit dem Musikproduzenten Stewart Levine das Musikfestival Zaire 74, das zeitgleich mit dem später verschobenen Boxweltmeisterschaftskampf „Rumble in the Jungle“ stattfinden sollte. 1976 entstand unter dem Eindruck des Aufstands in Soweto das Stück Soweto Blues, das in Ghana aufgenommen wurde. Weihnachten 1980 kehrte er erstmals wieder in seine Heimatregion zurück, als er vor 75.000 Zuschauern zusammen mit Miriam Makeba in Lesotho auftrat. 1981 zog er nach Gaborone in Botswana, wo er eine Musikschule für verschiedene Musikstile betrieb. In dieser Zeit erschien sein Album Techno-Bus mit dem Song Don’t Go Lose It Baby, der Top-Positionen in den US-amerikanischen Dance-Charts erreichte. Nach einem Anschlag der South African Defence Force auf seine Musikschule mit 16 Toten verließ er das Land jedoch wieder. Es folgten seine Produktion des Broadway-Musicals Sarafina!, das auch international erfolgreich war, und 1987 die Teilnahme an Paul Simons „Graceland“-Tournee auf mehreren Kontinenten. Mit seiner Begleitband Kalahari nahm er den Song Bring Him Back Home (Mandela) auf, der die Freilassung Nelson Mandelas aus dem Gefängnis forderte. Das Stück brachte ebenfalls 1987 erneut großen Erfolg, durfte in Südafrika aber nicht gespielt werden. 1988 nahm Masekela am Nelson Mandela 70th Birthday Tribute Concert in London teil. Nachdem Mandela 1990 tatsächlich freigelassen worden war, wurde Bring Him Back Home (Mandela) bei Mandelas anschließender „Welttournee“ als Hymne gespielt.

### Rückkehr nach Südafrika
1990 kehrte Masekela im Zuge der Abschaffung der Apartheid nach Südafrika zurück. 1991 ging er unter dem Motto Sekunyalo – This Is It! mit den Bands Sankomota und Bayete erstmals wieder in Südafrika auf Tournee. Außerdem wirkte er als Gastmusiker beim Album Underground des Bläserensembles 29th Street Saxophone Quartet mit.

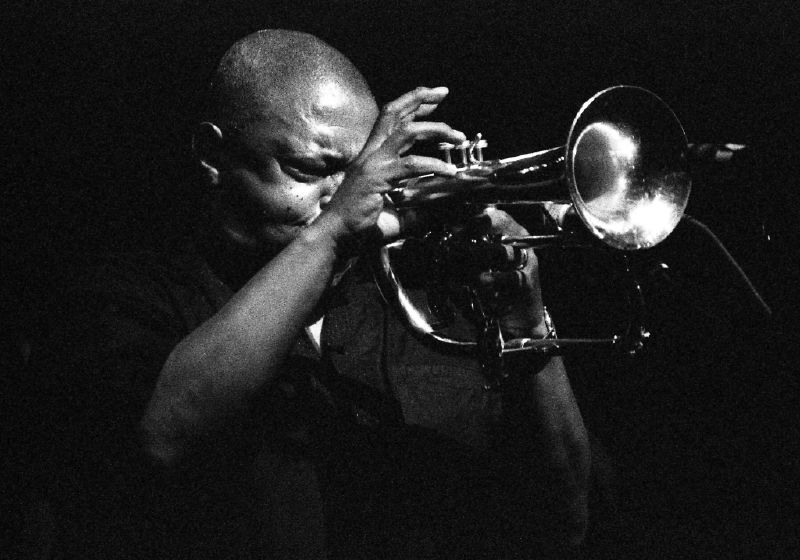
Hugh Masekela (2007)

2004 erschien Masekelas Autobiografie Still Grazing: The Musical Journey of Hugh Masekela, die er zusammen mit D. Michael Cheers geschrieben hat. Im Juni 2010 spielte er als Opener auf dem Eröffnungskonzert der Fußball-Weltmeisterschaft 2010. Im gleichen Jahr wurde ihm der Order of Ikhamanga in Gold überreicht. Außerdem komponierte er das Musical Songs of Migration. 2011 erhielt er einen Preis für sein Lebenswerk auf der WOMEX World Music Expo in Kopenhagen.

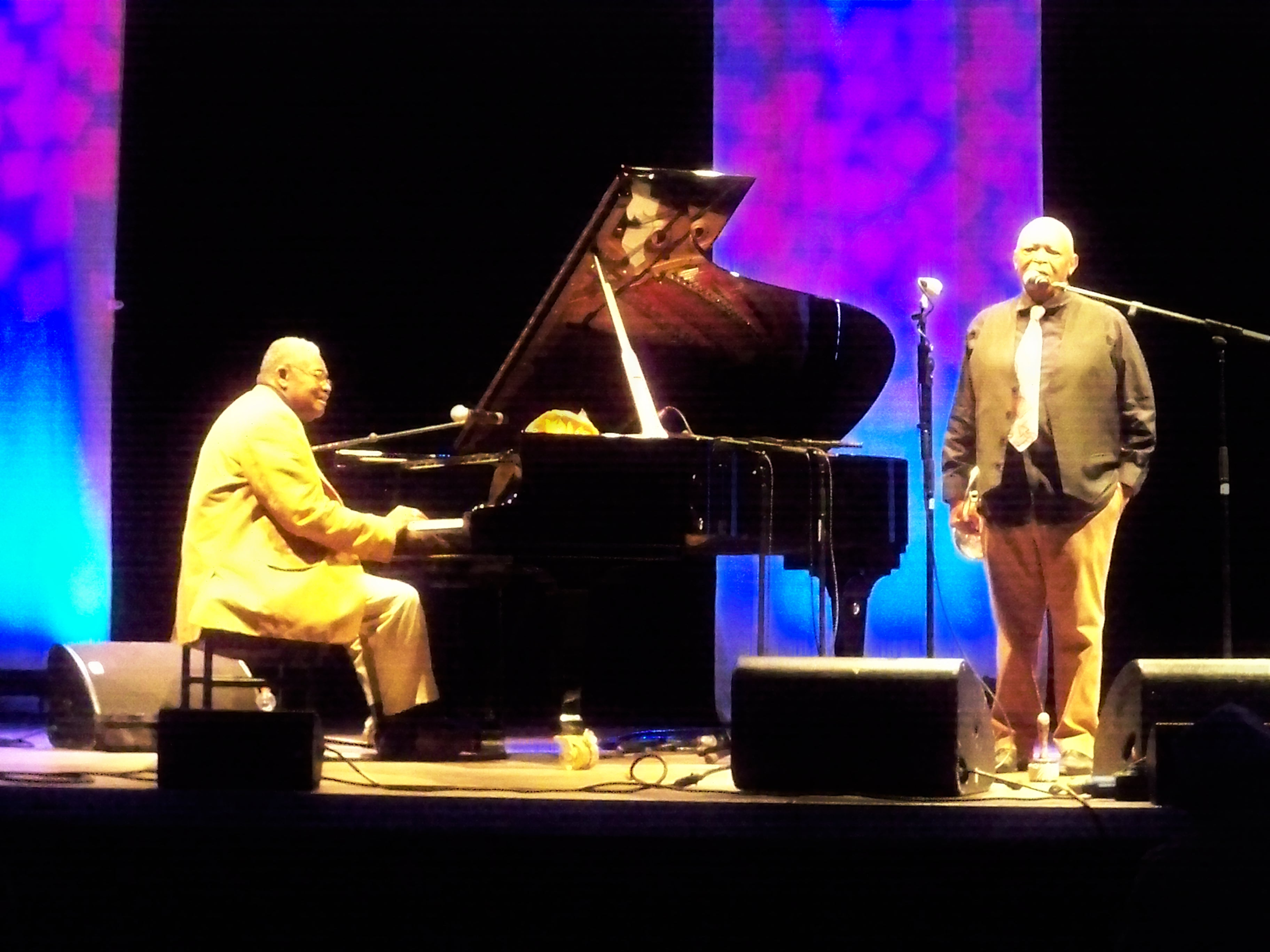
Hugh Masekela (rechts) mit Larry Willis (2016)

Am 13. Februar 2011 trat Masekela als Gastmusiker beim Konzert der irischen Rockband U2 im FNB-Stadion in Johannesburg auf. Zum Lied I Still Haven’t Found What I’m Looking For spielte er begleitend Trompete. Dieser Auftritt erschien auf dem U2-Live-Doppelalbum U22: A 22 Track Live Collection from U2360°. 2012 erschien in Masekelas eigenem Label House of Masekela das 4-Alben-Set Friends, das überwiegend Duette mit dem US-amerikanischen Jazzpianisten Larry Willis enthält, mit dem er in den 1960er Jahren die Manhattan School of Music besucht hatte. Im April 2016 spielte er zum Internationalen Tag des Jazz im Weißen Haus in Washington, D.C. 2017 war er für die Aufführung des Theaterstücks Gone Native – The Life and Times of Regina Brooks verantwortlich, zu dem er auch die Musik schrieb.
Masekela lebte zuletzt abwechselnd in Südafrika und den Vereinigten Staaten. Er war von 1999 bis 2013 in vierter Ehe mit der Ghanaerin Elinam Cofie verheiratet. Sein Sohn Selema „Sal“ Masekela (* 1971), dessen Mutter eine Haitianerin ist, arbeitet in den USA als Sportjournalist, Schauspieler und Sänger.
Hugh Masekela starb im Januar 2018 im Alter von 78 Jahren an den Folgen eines Prostatakarzinoms. Er wurde auf dem West Park Cemetery in Johannesburg beerdigt.

## Sonstiges
- Masekela wirkte auf zahlreichen weiteren Aufnahmen anderer Musiker mit, unter anderem auf einem der ersten Alben von Bob Marley.[5]
- Ab Oktober 2007 hatte er einen Sitz im Vorstand der Woyome Foundation. Er engagierte sich für den Erhalt des „afrikanischen Erbes“.[9] Dazu zählte er auch das Erbe aus der Kolonialzeit.[19]
- Hugh Masekelas Schwester Barbara Masekela lebte ebenfalls lange im Exil und vertrat dort den African National Congress. Später war sie südafrikanische Botschafterin in Frankreich und den USA.[20]

## Auszeichnungen
- 1999: Order for Meritorious Service in Silber[21]
- 2002: BBC Radio Jazz Award: International Award of the Year[22]
- 2005: Kora All African Music Awards in der Kategorie Bester Künstler Südliches Afrika[23]
- 2007: Ghana Music Awards: African Music Legend Award
- 2010: Order of Ikhamanga in Gold[12]
- 2010: Ehrendoktorwürde der Lesley University, Boston[24]
- 2011: Preis für das Lebenswerk auf der WOMEX World Music Expo in Kopenhagen
- 2011: Ehrendoktorwürde der Vaal University of Technology
- 2014: Ehrendoktorwürde der University of York
- 2015: Ehrendoktorwürde der Rhodes-Universität[25]
- 2017: Ehrendoktorwürde der University of the Witwatersrand[26]

## Diskografie

### Alben
| Jahr | Titel Musiklabel                         | Höchstplatzierung, Gesamtwochen, AuszeichnungChartplatzierungen (Jahr, Titel, Musiklabel, Platzierungen, Wochen, Auszeichnungen, Anmerkungen) | Höchstplatzierung, Gesamtwochen, AuszeichnungChartplatzierungen (Jahr, Titel, Musiklabel, Platzierungen, Wochen, Auszeichnungen, Anmerkungen) | Anmerkungen     |
| Jahr | Titel Musiklabel                         | US | R&B | Anmerkungen     |
| ---- | ---------------------------------------- | --- | --- | --------------- |
| 1965 | The Emancipation of Hugh Masekela Uni    | — | R&B24 (9 Wo.)R&B |                 |
| 1967 | Hugh Masekela’s Latest Uni               | US151 (10 Wo.)US | — |                 |
| 1968 | Is Alive And Well At The Whiskey Mercury | US90 (10 Wo.)US | R&B7 (7 Wo.)R&B |                 |
| 1968 | The Promise of a Future Uni              | US17 (22 Wo.)US | R&B2 (27 Wo.)R&B |                 |
| 1969 | Masekela Uni                             | US195 (2 Wo.)US | R&B45 (2 Wo.)R&B |                 |
| 1974 | I Am Not Afraid Blue Thumb               | US149 (4 Wo.)US | R&B35 (12 Wo.)R&B |                 |
| 1975 | The Boys Doin’ It                        | US132 (9 Wo.)US | R&B18 (12 Wo.)R&B |                 |
| 1976 | Colonial Man Casablanca                  | — | R&B42 (6 Wo.)R&B |                 |
| 1977 | Melody Maker Casablanca                  | — | R&B55 (1 Wo.)R&B |                 |
| 1978 | Herb Alpert + Hugh Masekela              | US65 (19 Wo.)US | — | mit Herb Alpert |

Weitere Alben
- Trumpet Africaine (1963)
- grrr (1965, Mercury)
- The Lasting Impression of Hugh Masekela (1965, Verve)
- The Americanization Of Ooga Booga (1965, Verve)
- Hugh Masekela’s Next Album (1966, MGM)
- Hugh Masekela (1968, Mercury Wing)
- Africa ’68 (1968, Uni)
- Hugh Masekela & the Union of South Africa (mit Jonas Gwangwa und Caiphus Semenya)
- Home Is Where the Heart Is (1972, Blue Thumb Chisa, auch unter dem Titel African Connection mit Dudu Pukwana, Larry Willis, Eddie Gomez und Makaya Ntshoko)
- Home Is Where the Music Is (1972, MCA)
- Introducing Hedzoleh Soundz (1973, Blue Thumb)
- Still Grazing (Compilation 1966–1974, Blue Thumb)
- You Told Your Mama Not to Worry (1977, Casablanca)
- Main Event Live (1979, A&M, mit Herb Alpert)
- Techno-Bush (1984, Jive)
- Waiting for the Rain (1985, Jive)
- Sarafina (1987, Shanachie, mit Mbongeni Ngema)
- Tomorrow (1987, wea, zusammen mit Kalahari: John B „Longwe“ Selolwane, Mopati „Bully“ Tsienyane, Banjo T Mosele, Michael Timothy, Francis Fuster, Aubrei Oaki, Sonti Mndebele)
- Uptownship (1989, Novus)
- Beatin’ Aroun De Bush (1992, Novus)
- Hope (1993, Triloka, mit Ngenekhaya Mahlanghu, Themba Mkhize, Lawrence Matshiza, Bakithi Kumalo, Damon Duewhite, Remi Kabaka)
- Black to the Future (1999, Shanachie)
- Sixty (2000, Shanachie)
- Time (2002, Sony Jazz)
- Almost Like Being in Jazz (2005, Chissa)
- Revival (2005, Heads Up)
- Live at the Market Theatre (2006, 4Q)
- Phola (2009, Edel)
- Jabulani (2010, Gallo)
- Hugh Masekela and Larry Willis: Friends (2012, House of Masekela)
- Playing @ Work (2013, House of Masekela)
- Reconstruction (2015, House of Masekela)
- No Borders (2016, Universal Music)
- Live in Lesotho (2019, Matsuli Music, mit Hugh Masekela & Company, Aufnahmen von 1970)
- Tony Allen & Hugh Masekela: rejoice (2020 World Circuit / BMG; Bestenliste Preis der deutschen Schallplattenkritik)

### Singles
| Jahr | Titel Album                 | Höchstplatzierung, Gesamtwochen, AuszeichnungChartplatzierungen (Jahr, Titel, Album, Platzierungen, Wochen, Auszeichnungen, Anmerkungen) | Höchstplatzierung, Gesamtwochen, AuszeichnungChartplatzierungen (Jahr, Titel, Album, Platzierungen, Wochen, Auszeichnungen, Anmerkungen) | Höchstplatzierung, Gesamtwochen, AuszeichnungChartplatzierungen (Jahr, Titel, Album, Platzierungen, Wochen, Auszeichnungen, Anmerkungen) | Anmerkungen     |
| Jahr | Titel Album                 | UK | US | R&B | Anmerkungen     |
| ---- | --------------------------- | --- | --- | --- | --------------- |
| 1968 | Up-Up And Away –            | — | US71 (8 Wo.)US | R&B47 (2 Wo.)R&B |                 |
| 1968 | Grazing In The Grass –      | — | US1 Gold · (12 Wo.)US | R&B1 (14 Wo.)R&B |                 |
| 1968 | Puffin’ On Down The Track – | — | US71 (5 Wo.)US | — |                 |
| 1969 | Riot –                      | — | US55 (8 Wo.)US | R&B21 (6 Wo.)R&B |                 |
| 1978 | Skokian –                   | — | — | R&B87 (5 Wo.)R&B | mit Herb Alpert |
| 1984 | Don’t Go Lose It Baby –     | — | — | R&B67 (7 Wo.)R&B |                 |
| 1987 | Bring Him Back Home –       | UK88 (5 Wo.)UK | — | — |                 |